# 北陸政界
北陸政界（ほくりくせいかい）は北陸政界社発行の季刊情報誌。昭和27年(1952)創刊。2012年現在の編集兼発行人は法水裕貴。

## 概要
- 福井県の様々なジャンルのゴシップ、噂を扱っている[1][2]。ゴシップの内容は議員や地元優良企業の役員、高校野球常連校の監督のように県内で知名度の高い公人のみならず、「少年野球の監督」や「○○市の職員」、「カラオケ講師」、「大手家電量販店の店員」、「スナックのママ」のような市井の人々のものまであるのがこの雑誌の大きな特徴である。更に実名報道が主であり、幅広い投稿を受け付けている。
- 表紙には『年4回1、4、7、10月各5日発行』と書かれているが、実際は前月（3、6、9、12月）の15日に店頭に並ぶ。
- 福井県内の書店、駅売店には必ず平積みで売られていて[3]、コンビニではレジ脇にコーナーを設置して販売されていることもある。飲食店、理髪店にも置かれていることが多い。福井県内の書店、コンビニでは本誌の広告ポスターも貼られていることがあり、福井新聞に広告も出している。そのように小学生でも容易に目に留めることが可能であるにもかかわらず、非常に扇情的かつ卑猥な見出しが多いのも特徴の一つである。
- 広告はほとんどが福井県内の法人によるものである。政治家や公共団体からの広告も多い[4]。
- 表紙は必ず県選出国会議員、当選回数の多い県議、知事といった県内の大物政治家である[4]。
- 福井県選出の参議院議員山崎正昭の影響下にあるとの指摘もある。[5]